# Autodromo della Mellaha
L'Autodromo della Mellaha, o Autodromo di Tripoli, era un circuito automobilistico internazionale che si snodava presso la città di Tripoli all'interno dell'oasi di Tagiura, vicino alle saline della Mellaha, nell'allora Libia italiana. Fu inaugurato il 6 maggio 1934 dal Governatore della Tripolitania Italo Balbo, in occasione dell'VIII Gran Premio di Tripoli, corsa automobilistica di cui ospitò le edizioni dal 1934 al 1940. Il nuovo tracciato, senza le infrastrutture del futuro autodromo, venne utilizzato anche nel precedente gran premio del 1933.

## L'autodromo

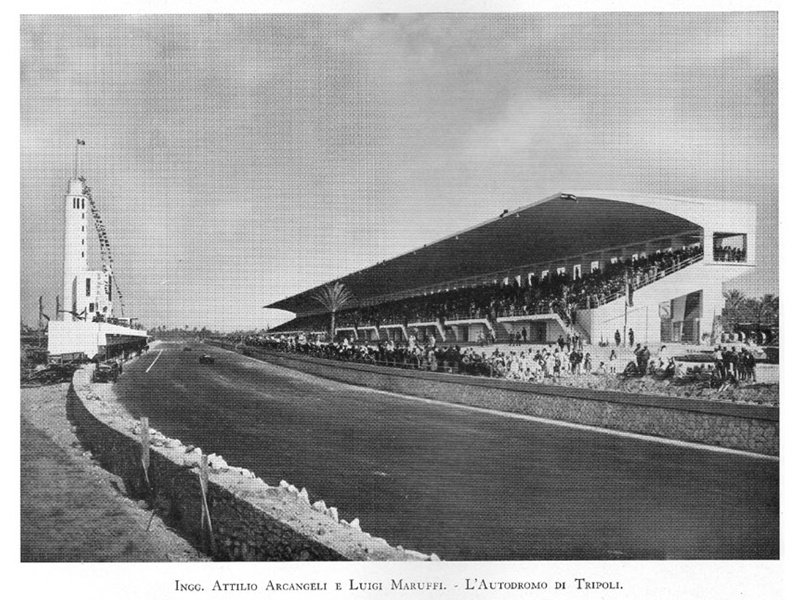
Le tribune e la torre di vedetta (dalla rivista Architettura, 1935)

L'autodromo di Tripoli venne progettato per conto dell'Automobil Club di Tripoli dagli ingegneri Attilio Arcangeli e Luigi Maruffi e costruito  in soli 100 giorni lavorativi a partire dal 15 gennaio 1934 dalla Società Italiana Costruzioni e Lavori Pubblici per potere essere inaugurato in tempo per l'VIII Gran Premio di Tripoli del maggio 1934. Vennero impiegati giornalmente circa 2 500 operai italiani e indigeni e ogni materiale necessario alla costruzione venne fatto arrivare direttamente dall'Italia insieme a 250 operai specializzati in quel tipo di opera.
Il circuito si sviluppava all'interno dell'oasi di Tagiura su un percorso di circa 14 chilometri e si annoverarava fra i tecnicamente più moderni dell'epoca: dotato di tribune interamente coperte e lunghe 300 metri in grado di contenere ottomila spettatori, l'autodromo era dotato di ristorante, un edificio delle segnalazioni comprendente locali per cronometristi, radiocronisti, giornalisti, fotografi e cabine telefoniche. La struttura era sormontata da una torre di vedetta alta 42 metri ed era fornita di un ampio spazio per i box di rifornimento; le varie fasi della corsa potevano essere seguite dal pubblico anche su un grande quadro elettrico di segnalazione aggiornato con notizie immediate sull'andamento della corsa.